# Batalha do Bidasoa
Na Batalha do Bidasoa (ou Batalha de La Rhune) em 7 de outubro de 1813 o exército aliado de Arthur Wellesley, Marquês de Wellington arrancou um ponto de apoio em solo francês a partir do exército francês de Nicolas Soult. A tropas aliadas invadiram as linhas francesas por trás do rio Bidassoa na costa e ao longo do Pirenéus entre o Bidassoa e La Rhune (Larrun). As cidades mais próximas à luta são Irun no Bidassoa inferior e Bera no meio do Bidasoa. A batalha ocorreu durante a Guerra Peninsular, parte das Guerras Napoleônicas.
Wellington apontou a principal assalto no Bidasoa inferior, ao enviar tropas adicionais para atacar o centro de Soult. Acreditando estar com seu setor costeiro seguro, Soult ocupou o flanco direito com uma força relativamente fraca, concentrando-se a maioria de sua força em seu flanco esquerdo nas montanhas. No entanto, o general britânico obteve da inteligência local a indicação que os níveis de água no rio mais baixo eram muito mais baixos do que os franceses suspeitavam. Depois de um planejamento cuidadoso, Wellington lançou um ataque surpresa que invadiu facilmente as defesas do flanco esquerdo francês. No centro, o seu exército também ganhou através das defesas francesas, embora seus aliados espanhóis fossem repelidos em um ataque. No início da luta, Soult percebeu que seu flanco esquerdo não estava em perigo, mas ele reagiu tarde demais para restaurar suas posições à direita. Alguns generais franceses ficaram chocados com o quão mal os seus soldados lutaram.
No setor de Reille, os franceses perderam 390 mortos e feridos, além de 60 homens e oito canhões capturados. No setor de Clausel, os franceses sofreram 600 mortos e feridos, além de 598 homens e nove canhões capturados. Os britânicos perderam 82 mortos, 486 feridos e cinco desaparecidos, ou um total de 573. O Exército Português perdeu 48 mortos, 186 feridos e oito desaparecidos, ou um total de 242. Os espanhóis não sofreram baixas, e os aliados tiveram o total de 1.600 baixas. A derrota baixou o moral do exército de Soult. Exceto em La Rhune, as tropas francesas não defenderam obstinadamente suas posições. Villatte comentou, "com tropas como estas podemos esperar só desgraça". Soult fez de Maucune o bode expiatório, o dispensou de sua divisão, e mandou-o para trás. Após a batalha, algumas das tropas aliadas quiseram fazer pilhagem de casas e cidades francesas. Wellington veio asperamente às tropas britânicas aos capturados por saque. Sentia-se solidário com os espanhóis, que tinham visto a sua nação devastada por soldados franceses, mas ele decidiu não tolerar nenhum saque por medo de provocar uma guerra de guerrilha.